# Maják Helnes
Maják Helnes (norsky: Helnes fyr) je pobřežní maják, který stojí na severovýchodním pobřeží ostrova Magerøya v obci Nordkapp v kraji Finnmark v Norsku. Maják stojí na západní straně ústí velkého Porsanger fjordu (norsky: Porsangerfjorden), asi 12 kilometrů východně od vesnice Kamøyvær a asi 13 kilometrů severovýchodně od města Honningsvåg.

## Historie
Maják byl postaven v roce 1908 jako nízká dřevěná budova. Poprvé rozsvícen 15. listopadu 1908. V roce 1931 byl na maják zaveden telefon. V období druhé světové války Němci v roce 1941 maják přestavěli a v roce 1943 byl převzat Wehrmachtem. V roce 1944 při ústupu Němců byl maják zničen. V letech 1946–1948 byl přestavěn na nízkou betonovou věž přisazenou k budově a v jeho blízkosti byl postaven obytný dům. V roce 1948 byl maják elektrifikován a v roce 1986 byl automatizován, ale na majáku byla přítomná obsluha až do roku 2004 kdy byl plně automatizován. 
Radiový maják byl založen v roce 1955 a vydává racon písmeno N (- v Morseově abecedě). Stožár je vysoký 22 m.
Maják byl po automatizaci (2004) prodán obci Nordkapp. Po neúspěších s turistickým využitím byl maják odkoupen v roce 2011 zpět Norskou pobřežní správou.

## Popis
Deset metrů vysoká kvadratická betonová věž přisazená k budově má zdroj světla ve výšce 37,5 m n. m. Světlo s 1 371 000 kandela vydává každých 30 sekund dva záblesky. Světlo je vidět do vzdálenosti 13,5 námořních mil (25,0 km).  Věž a budova jsou bílé s červenou lucernou a galerií nahoře. Maják je činný od 12. srpna do 24. dubna v roce. V majáku byla instalována Fresnelova čočka 3. stupně.
V roce 1949 byl instalován nautofon.

## Data
zdroj
- výška věže 10 m
- světelný zdroj 37,5 m n. m.
- záblesk bílého světla každých 30 s
- sektor 0°–360°
- svítivost 1 371 000 cd

označení:
- Admiralty L4034
- ARLHS NOR-023
- NGA 14276

## Galerie

Fresnelova čočka
Maják s palivovými nádržemi
Helnes fyrstasjon – pohled z moře na stanici Helnes